# バルビツール酸系

バルビツール酸の構造式。バルビツール酸系の基本構造である。

バルビツール酸系（バルビツールさんけい、Barbiturate、バルビツレート）は、鎮静薬、静脈麻酔薬、抗てんかん薬などとして中枢神経系抑制作用を持つ向精神薬の一群である。構造は、尿素と脂肪族ジカルボン酸とが結合した環状の化合物である。それぞれの物質の薬理特性から適応用途が異なる。バルビツール酸系は1920年代から1950年代半ばまで、鎮静剤や睡眠薬として実質的に唯一の薬であった。
1903年にバルビタールが合成され人気を博し、1912年には効果が長いフェノバルビタールが合成された、1923年にはアモバルビタール、1930年にペントバルビタールと合成が続いた。1960年代には、危険性が改良されたベンゾジアゼピン系が登場しバルビツール酸に代わって用いられることとなった。麻酔やてんかんを除き、当初の鎮静催眠薬としてのバルビツール酸系の使用はもはや推奨されていない。医師の幇助による安楽死、死刑執行、動物の安楽死にも用いられるが、アメリカではチオペンタールが製造停止されており、欧州連合 (EU) による死刑制度停止の使命と相まって、入手が困難となっている。
バルビツール酸系の薬は治療指数が低いものが多く、過剰摂取の危険性を常に念頭に置かなければならない。
乱用薬物としての危険性を持ち、向精神薬に関する条約にて国際的な管理下にある。そのため日本でも同様に麻薬及び向精神薬取締法にて管理されている。

## 歴史
バルビツール酸系の登場以前、1832年に抱水クロラールが合成され、近代的な睡眠薬の歴史がはじまった。1869年には不眠症に有効だったと報告され、演劇や小説に登場するようになる。その後、臭化物も同様の注目を集めたが、毒性が強かった。20世紀初頭にはバルビツール酸系が合成されるに至る。
バルビツール酸系は1920年代から1950年代半ばまで、鎮静剤や睡眠薬として実質的に唯一の薬であった。
1903年には、ドイツの化学者エミール・フィッシャーとヨーゼフ・フォン・メーリングらがジエチル・バルビツール酸であるバルビタールを合成した。1864年に合成されていた薬物に変更を加えたのだが、その元の薬物の合成者がガールフレンドの名前であるバルバラ（Barbara）から、それらの化合物をバルビツレートと呼んでいた。別の説では聖バルバラにちなんで、あるいは他の説もある。
バルビタールを合成し、臭化物のような酷い味がなく治療域が有毒域に近くないという点で新たな鎮静剤となり、バイエル社からベロナール、シェリング社からメディナールとして販売された。1904年には、ヘルマン・フォン・フーゼンが患者に試し、私立のクリニックで用いられるようになった。公立のアサイラムではより安価な臭化物などが用いられた。
人気を博し成功した後、バルビツール酸系の薬は数多く合成された。発売されていないものも含むと2500種類にのぼる。1911年にフェノバルビタールが合成された。1912年には、バイエル社は、効果が長いフェノバルビタールを商品名ルミナールとして発売した。当時を回想する精神科医によれば、ピンクの薬の入った瓶から小さじで飲んだという。
1912年には、フェノバルビタールをてんかんの入院患者の睡眠のために用いたことから、偶然にして抗痙攣作用が発見され、てんかんに本当に有効な薬が発見されることになる。それまでアヘンや抱水クロラール、臭化物が使われていた。抗てんかん薬としての1938年のフェニトイン、1950年代後半のカルバマゼピンの発見により、バルビツール酸系の使用は減少した。
1915年には、チューリッヒ大学精神科の精神科医ヤコブ・クレージーが、統合失調症にバルビツール酸を用いて持続睡眠療法を開始した。1920年のスイスの精神医学会総会では注目を浴び、1920年代には大好評となり、ホフマン・ラロシュ社の「ソムフェニン」という商品、成分として、モルヒネ、スコポラミン、ジプロペニル・バルビツール酸などが配合された薬を用いて、患者は少なくとも6日から7日眠らされた。しかしながら、その死亡率は約5%であった。
1923年にはアモバルビタール、1930年にペントバルビタール、またチオペンタールも合成された。
1952年までは、患者を管理するためには、拘束や鎮静剤しかなく、もっとも使われたバルビツール酸系には、患者が眠ったり、過剰投与で死亡する副作用もあった。バルビツール酸系は、治療域の狭さから自殺企図のための一般的な方法であり、マリリン・モンローの死亡証明書にも「過剰摂取による、急性のバルビツール酸中毒」と書かれている。また、この特性のため、死刑の実行のために用いられるようになる。依存の欠点も解決されることはなく、法による規制によって依存を減少させることが検討されていったが、その根拠となる文献については1950年代まで整備されていなかった。1952年や1956年の、世界保健機関の耽溺性薬物特別委員会では、バルビツール酸系を処方箋を必要とする医薬品にすることを勧告した。
1950年代には精神薬理学の革命により、バルビツール酸系の全盛期は過ぎ去っていくことになる。統合失調症への用途では、自律神経遮断薬を研究していたジャン・ドレーらが、1952年に後にクロルプロマジンと呼ばれることになる（バルビツール酸系ではない）薬によって、単剤の投与で患者が静穏化され、患者を無関心状態にさせることが発見された。抗精神病薬という種類の薬が形成されていく。1950年代には、バルビツレートの代替薬（非バルビツール酸系）が安全域が広いために用いられるようになったが、嗜癖性と重篤な離脱症状が判明し、数年後に市場から撤退している。1960年代にはベンゾジアゼピン系が登場し、耐性の形成が早く依存しやすく、安全域がより狭いバルビツール酸系から置き換えられていくことになる。
1961年10月の「睡眠薬の取締りについての通達」（昭和36年10月3日薬発399号）では、バルビツール酸系薬のイソミタールとラボナール（また非バルビツール酸系2種類）は、「睡眠薬遊び」など非行青少年に「悪用されている主な睡眠薬名」として挙げられ、販売を控えるよう通達されている。
1971年には、向精神薬に関する条約がバルビツール酸系やベンゾジアゼピン系のような乱用の危険性のある薬物を制限する目的で制定される。
21世紀に入り、アメリカにおける死刑に抗議するために、欧州連合がバルビツール酸系の輸出を停止し、入手が困難となっている。欧州連合 (EU) は世界中の死刑制度を廃止することを使命としており、欧州委員会 (EC) は、死刑や非人道的な刑罰のために規制される薬の一覧に、8種類のバルビツール酸系を追加した。アメリカの死刑制度はそのうち、ペントバルビタールとチオペンタールに頼っている。
ホスピラ社は、2009年にチオペンタールの製造を停止しており、理由は製造トラブルと、イタリアへの製造の移転に対する死刑への反対、および需要低下による。2010年のオクラホマ州の死刑実行では、代わりにペントバルビタールが用いられた。実行された死刑囚の最後の言葉は「全身が焼かれているようだ」であった。2014年のオハイオ州での死刑では、バルビツール酸系との伝統的な組み合わせが使用できず、かわりにベンゾジアゼピン系のミダゾラムが用いられ、あえぎながら死んだと伝えられた。

## 作用機序
中枢神経系では神経伝達物質として、アミノ酸が多く分布している。主な神経作用性のアミノ酸としては興奮アミノ酸であるグルタミン酸、抑制アミノ酸であるγ-アミノ酪酸 (GABA) が有名である。
GABAA受容体にはアゴニストであるGABA結合部位の他に、バルビツール酸系結合部位、ベンゾジアゼピン結合部位、糖質コルチコイド結合部位、ペニシリン結合部位、フロセミド結合部位、フルマゼニル結合部位が知られており、GABAとの反応性の調節を行っている。
バルビツール酸系が神経興奮性を低下させる機序としては、ベンゾジアゼピン系と同じように、GABA受容体に結合し、塩素イオンチャネルの開口回数を延長することによりGABAの薬理効果を増強することであると考えられている。ところが、バルビツール酸系は高濃度になると、開口時間を延長するようになることがベンゾジアゼピン系とは異なり、このことが危険性の違いに反映される。
また麻酔濃度ではAMPA型グルタミン酸受容体活性化を抑制したり、電位依存性ナトリウムイオンチャネル活性も低下させるといわれている。

## 用途
チオペンタールのような超短時間作用型では麻酔に、フェノバルビタールのような長時間作用型では、てんかんに用いられるが、当初の鎮静催眠薬としての使用は副作用や依存のためもはや推奨されていない。麻酔導入に関しても、別のGABAA受容体作動薬であるプロポフォールにとってかわられている。
2010年のてんかん治療ガイドラインにおいても、フェノバルビタールの優先度は低いため、第一選択の薬としては推奨されていない。中止の際には漸減が原則であり、急な中止は、痙攣重積に注意が必要である。医師の幇助による安楽死、死刑執行、動物の安楽死にも用いられる。
| 名称               | 適応                                       | 作用時間                  |
| ------------------ | ------------------------------------------ | ------------------------- |
| チオペンタール     | 麻酔導入と短期維持、てんかん発作の緊急治療 | 超短時間作用型（5〜15分） |
| ペントバルビタール | 不眠、術前の鎮静、てんかん発作の緊急治療   | 短時間作用型（3〜8時間）  |
| アモバルビタール   | 不眠、術前の鎮静、てんかん発作の緊急治療   | 短時間作用型（3〜8時間）  |
| フェノバルビタール | てんかん発作の治療、てんかん重積           | 長時間作用型（数日）      |

作用時間以外にも、薬剤ごとの鎮静麻酔作用が強い、あるいは、抗てんかん作用が強いといった薬理特性によって適応が決定されている。麻酔薬にはペントバルビタール、抗てんかん薬にはフェノバルビタールのようなことであり、ペントバルビタールでは、GABAAの直接活性化作用が強いため深い鎮静をきたす用量を投与しなければ、抗てんかん作用を示さない。
2012年の日本うつ病学会のうつ病の診療ガイドラインでは、ベゲタミンを含むバルビツール製剤は推奨されない治療に分類され、極力処方を回避すべきであるとしている。2013年の日本睡眠学会による睡眠薬のガイドラインでは、バルビツール酸系は深刻な副作用が多く、現在はほとんど用いられない、と勧告されている。
井澤は2009年に、強い精神運動の興奮を鎮静させる目的ではバルビツール酸は有効であるが、依存、致死などの危険性のため短期間の非常手段としたい、としている。しかし、イギリスではこのような状況では、1952年以降は抗精神病薬にとって代わられた後に、それも1990年代には身体拘束して抗精神病薬にて鎮静させると死亡することがあることが判明したため、多くの集中治療室でのプロトコルが作成され、第一選択としてロラゼパムが用いられる傾向にある。

## 副作用
- 耐性の形成が早く、依存性が高い[21]。
- 離脱症状として、アルコールと同様に振戦せん妄を引き起こしやすい[21]。
- 作用量と致死量が近く、高用量では死に至る[21]。

この点で1960年代にはベンゾジアゼピン系に取って代わられた。
活性化ビタミンB6やビタミンB2の吸収や作用を阻害するため、常用することでこれらビタミン欠乏症にみまわれ、結膜炎や皮膚炎を発症する。

## 規制
12種類のバルビツール酸系が向精神薬に関する条約の管理下にある。
- スケジュールII セコバルビタール（1988年にスケジュールIIIから移動した[3]）
- スケジュールIII 、アモバルビタール、ペントバルビタール[22]
- スケジュールIV バルビタール、フェノバルビタール[22]
- 国際的な規制はなし チオペンタール[3]